# 奥托·雷曼
奥托·雷曼（Otto Lehmann，1855年1月13日—1922年6月17日），德国物理学家，被譽為“液晶之父”。

## 生平
1855年1月13日，雷曼出生在德国康斯坦茨。从事自然科学工作的父亲从小就培养起他对晶体研究的浓厚兴趣。1872年，雷曼开始在斯特拉斯堡大学学习自然科学，1877年毕业后，又在斯特拉斯堡跟随研究晶体的鲍尔·海因里希·范·格罗特攻读博士学位，研究课题是同分异构体。在此期间他发明了晶体显微镜，1877年他用这种显微镜观察固态物内部结构，首次观察到了液晶化的现象。
此后，雷曼在阿尔萨斯的米卢斯中学教授物理、数学和化学，在业余时间他开始了对晶体生长和结晶性物质形态改变的系统研究，并不断地改进他的晶体显微镜。
1883年起，雷曼作为讲师在亚琛工大教授物理，1888年他出版《分子物理学》，这是对这段时间他在材料物理领域知识的总结，特别值得一提的是，他在书中首次提出了显微镜学研究方法，通过对晶体显微镜和用它所作的观察，雷曼在显微镜学上前进了一大步。
1888年雷曼成为德累斯顿工业大学的电子工程学教授。1889年又接替海因里希·鲁道夫·赫兹成为卡尔斯鲁厄大学物理研究所的所长，教授物理和电子工程，直至去世。1900年至1901年他还担任了卡尔斯鲁厄大学校长。
雷曼对液晶的研究开始于1888年，奥地利植物学家和化学家弗里德里希·莱尼兹（1857-1927）向他描述了他的实验，他对两种物质进行加热，这些物质在145.5℃融解成混浊的糊状，而在继续加热到178.5℃时突然变为透明液体，随后他又逐渐冷却这些物质，它们变成蓝色，然后变得混浊，当继续冷却时又变成紫色，最终变回白色的固体。雷曼在此前曾观察到碘银也有这种现象，他开始了对这些物质的系统研究，发现了100多种用类似性质的材料。他首次提出了“液晶”的概念，这在当时引起了争论，雷曼又把液晶分为“晶状液体”（流体状液晶）和“液态晶体”（粘稠状液晶）两大类。
1913年至1922年间，雷曼多次被提名诺贝尔物理学奖的候选人，可惜的是他最终没能获得这一科学界的最高奖项。1922年6月17日，雷曼在卡尔斯鲁厄去世，他为后世留下了物理学的一个全新篇章。可惜的是，雷曼所发现的结晶现象在当时并没有得到实际的应用，甚至几乎被遗忘了将近有六十年。但雷曼的先期研究，为1968年液晶的重新被发现和迅速发展打下了基础。
20世纪60年代末，人们重新开始研究液晶。1971年一家瑞士公司制造出了第一台液晶显示器。

## 奥托·雷曼基金
为了纪念奥托·雷曼的伟大发现和贡献，由卡尔斯鲁厄大学的三位教授（Prof. Dr.-Ing. Peter M. Knoll、和）、罗伯特·博世有限公司和Merck KGaA公司捐资设立了以他名字命名的“奥托·雷曼基金”。自1998年起，每年由卡尔斯鲁厄大学和“奥托·雷曼基金”共同将“奥托·雷曼奖项”授予在液晶领域完成优秀毕业论文和博士论文的年轻科学家。2007年“奥托·雷曼奖项”的奖金为7500欧元。